# Бронзано доба на тлу Србије
Бронзано доба на тлу Србије је праисторијски период који обухвата време од око 2200/2000. године п. н. е. до око 1000/800. године п. н. е. Овај период карактерише доминантна употреба бронзе (легуре бакра и калаја) за израду оружја, алата и накита, што је довело до значајних технолошких, економских и друштвених промена. На територији данашње Републике Србије развио се низ карактеристичних археолошких култура бронзаног доба, које показују како локални развој, тако и утицаје из суседних области – Панонске низије, Карпатског басена, Егеје и Централне Европе.

## Хронологија и периодизација
Бронзано доба се традиционално дели на три главна периода, чије се трајање и карактеристике могу пратити и на тлу Србије:
- Рано бронзано доба: око 2200/2000 – 1600. п. н. е.
- Средње бронзано доба: око 1600 – 1300. п. н. е.
- Касно бронзано доба: око 1300 – 1000/800. п. н. е.

Ова периодизација је оквирна и разликује се у појединим регионима Србије.

## Рано бронзано доба
Рано бронзано доба на тлу Србије обележено је појавом првих бронзаних предмета и формирањем локалних културних група које настављају традиције касног енеолита, али са постепеним усвајањем нове технологије.
- Мокринска култура (Мокрин-Перјамош): Распрострањена у Банату, позната је по великим некрополама са скелетним сахрањивањем (често у згрченом положају) и богатим гробним прилозима који укључују керамичке посуде специфичних облика, бронзани накит (наруквице, игле, привесци) и понекад оружје.[1]
- Винковачка култура: Захватала је Срем, Мачву и делове западне Србије. Карактеришу је насеља на узвишењима (градине) и специфична керамика украшена урезивањем и жигосањем.
- Група Белотић-Бела Црква: Распрострањена у западној Србији. Позната је по сахрањивању под тумулима (хумкама) и керамичким посудама специфичне фактуре и облика.
- Утицаји Бубањско-хумске културе из касног енеолита настављају се и у раном бронзаном добу у јужном Поморављу и на Косову.

## Средње бронзано доба
Средње бронзано доба карактерише интензивнији развој металургије бронзе, успостављање развијенијих насеља (често утврђених) и појава изразитије друштвене диференцијације.
- Ватинска култура: Најзначајнија култура средњег бронзаног доба у Војводини и северној Србији. Позната је по утврђеним насељима (нпр. Феудвар код Мошорина, Ватин код Вршца), специфичној керамици са богатом орнаментиком (урезивање, утискивање, канеловање, инкрустација белом масом – тзв. ватинске урне и зделе), као и по разноврсним бронзаним предметима (оружје, оруђе, накит). У оквиру Ватинске културе издвајају се локалне групе попут Панчево-Омољица.[3]
- Дубовачко-жутобрдска група: Распрострањена у источној Србији (Подунавље) и Банату. Карактеришу је специфичне антропоморфне фигурине од печене земље (идоли) и богато украшена керамика. Дупљајска колица, чувени налаз вотивних керамичких колица са представом божанства, припадају овој културној групи.
- Параћинска група: Развијала се у долини Велике Мораве.
- Утицаји Вербичоара културе из Румуније и Културе гробних хумки из средње Европе такође су присутни.

## Касно бронзано доба
Касно бронзано доба обележено је даљим развојем металургије, појавом нових културних група и утицајем Културе поља са урнама из средње Европе, која доноси кремацију (спаљивање) као доминантан начин сахрањивања и полагање остатака у урне.
- Медијана група: Развијала се у јужном Поморављу и нишком крају.
- Белегишка култура (Белегиш I и II): Распрострањена у Срему и Бачкој. Карактеришу је некрополе са спаљеним покојницима сахрањеним у урнама под тумулима или у равним гробовима.
- Канелована керамика: Широко распрострањена појава у позном бронзаном добу на централном Балкану.

Овај период карактеришу и велика померања становништва и несигурност, што доводи до изградње нових и јачања постојећих утврђених насеља (градина).

## Материјална култура

### Металургија бронзе
Производња и употреба бронзе представљају основну карактеристику овог периода. Израђивани су:
- Оружје: Мачеви (различитих типова), бодежи, врхови копаља, бронзане секире (келтови, секире са отвором за дршку).
- Алат: Српови, длета, шила.
- Накит: Наруквице (масивне, "шакасте гривне"), фибуле (врста копче), огрлице, привесци, игле, дијадеме.

Постојали су локални центри за прераду бронзе, а сировине (бакар и калај) су набављане трговином.

### Керамика
Керамичка производња је веома разноврсна и специфична за сваку културну групу. Израђиване су посуде различитих облика (урне, зделе, пехари, шоље, амфоре) и украшаване различитим техникама (урезивање, жигосање, утискивање, канеловање, инкрустација, сликање у неким културама).

## Насеља и начин живота
Насеља у бронзаном добу су била различитог типа: од отворених сеоских насеља до утврђених градина на узвишењима, које су пружале већу сигурност. Куће су грађене од дрвета, плетера и лепа. Основна занимања била су земљорадња (гајење житарица) и сточарство (говеда, овце, козе, свиње), али су лов и риболов и даље имали значајну улогу.

## Сахрањивање и духовна култура
Обичаји сахрањивања су разноврсни. У раном бронзаном добу доминира скелетно сахрањивање, често под тумулима. У средњем и посебно касном бронзаном добу, под утицајем Културе поља са урнама, шири се кремација, где се остаци покојника сахрањују у урнама. Гробни прилози (оружје, накит, керамичке посуде) указују на веровања у загробни живот и друштвени статус покојника. Духовна култура се огледа и у уметничким предметима попут антропоморфних фигурина и вотивних предмета (Дупљајска колица).

## Друштвена организација и трговина
Бронзано доба карактерише појава изразитије друштвене стратификације. Развој металургије, трговине и ратништва доводи до издвајања племенских вођа и ратничке елите, што се огледа у богатим гробним прилозима. Постојале су развијене трговачке везе са суседним и удаљеним областима ради набавке сировина (посебно калаја) и размене добара.

## Значај и истраживања
Бронзано доба на тлу Србије представља важан период у праисторији Балкана и Европе. Проучавање овог периода пружа увид у технолошки напредак, културне промене, миграције становништва и формирање сложенијих друштвених структура. Истраживања бронзаног доба у Србији спроводе Народни музеј у Београду, Музеј Војводине, Археолошки институт у Београду, као и локални музеји и универзитетски центри.